# Pseudacontia crustaria
Pseudacontia crustaria är en fjärilsart som beskrevs av Morrison 1875. Pseudacontia crustaria ingår i släktet Pseudacontia och familjen nattflyn. Inga underarter finns listade i Catalogue of Life.